# Lope II de Vasconia
Lope (o Lupo)  II (N.C. 718 fallecido en 778) es el tercer duque de Vasconia atestiguado históricamente (dux Vasconum o princeps), apareciendo por primera vez en 769. Su ascendencia es objeto de debate académico.
En 769, una última revuelta aquitana contra Carlomagno y Carloman fue sofocada y el rebelde, Hunaldo II, huyó a la corte de Lope en Vasconia. Lope había sido su aliado, cediéndole tropas vasconas. No obstante, ante el temor de los reyes francos, entregó a Hunaldo y su esposa a los francos y reconoció la soberanía de Carlomagno.
Pudo haber sido nombrado por Pipino del Breve (en 768), o elegido por el pueblo. La extensión de su territorio es desconocida. Pudo haber gobernado toda Aquitania después de 769, pero no es probable. Su Vasconia limitaba con Agenais y al norte con el Garona. Burdeos no estaba bajo su control, separada por una línea de condes carolingios. Su poder puede o no haber llegado hasta los Pirineos, pero los vascos transpirenaicos estaban también bajo soberanía carolingia, según el relato de Eginardo sobre la perfidia (traición) en Roncesvalles. Esta región pudo haber sido parte del reino de Lope. No obstante, algunos historiadores lo han relacionado con la emboscada a Roland.
Lupo pudo haber sido vasco, pero también Franco o Romano (Aquitano). El nombre Lupo ("lobo", otsoa en vasco) es un nombre y apellido totémico bien atestiguado entre la población vasca durante comienzos de la Edad Media. Su parentesco con los anteriores duques de Aquitania-Vasconia y sus sucesores no está clara, aunque si consideramos que estuvo emparentado con los siguientes duques Gascones, lo que parece razonable por la onomástica, podemos construir una genealogía fácilmente. Fue padre de Sancho que lo sucedió al frente del ducado, Seguin, Centule, y García (Garsand). Todos sus hijos gobernaron Vasconia en un momento u otro excepto García, que murió en batalla con Berenguer de Tolosa en 819. Pudo haber tenido otro hijo de nombre Adalric, que estuvo activo durante el reinado de Corso de Tolosa.
Murió probablemente en 778.
| Predecesor: Hunaldo II | Duque de Vasconia c.769 – 778 | Sucesor: Sancho I |